# Dawid Kielak
Dawid Kielak (Polnisch: [ˈdavid ˈkjɛlak]) ist ein polnischer Mathematiker und Professor für Reine Mathematik am Mathematischen Institut der Universität Oxford sowie Tutorial Fellow am Hertford College. Seine Forschungsinteressen umfassen die geometrische Gruppentheorie und die Theorie der Gruppenringe.
Er ist bekannt für die Formulierung eines mathematischen Theorems, das die Erkennung von Räumen ermöglicht, die nach kleinen Modifikationen wie die Raumzeit in Einsteins Relativitätstheorie funktionieren.

## Leben und Karriere
Er absolvierte seinen Bachelor-Abschluss am St. Peter’s College und seinen Doktortitel am Magdalen College in Oxford. Anschließend setzte er seine Karriere in Warschau (2012), Bonn (2012–2015) und Bielefeld (2015–2020) fort, bevor er nach Oxford zurückkehrte, wo er dem Mathematischen Institut der Universität beitrat.
Er ist Mitglied der London Mathematical Society und der European Mathematical Society.

## Ehrungen
Im Jahr 2022 wurde ihm der Whitehead-Preis der London Mathematical Society verliehen für „seine bemerkenswerten, originellen und grundlegenden Beiträge auf den Gebieten der geometrischen Gruppentheorie und der niedrigdimensionalen Topologie, insbesondere für seine Arbeiten über Automorphismengruppen diskreter Gruppen und die Faserungen von Mannigfaltigkeiten und Gruppen“.
Im Jahr 2023 wurde er gemeinsam mit Marek Kaluba (Karlsruher Institut für Technologie) und Piotr W. Nowak (Polnische Akademie der Wissenschaften) mit dem Frontiers of Science Award für ihre Forschung im Bereich der algebraischen und geometrischen Topologie ausgezeichnet. Der Preis wurde beim ersten Internationalen Kongress der Grundlagenwissenschaften (ICBS) in Peking verliehen.
Im September 2023 wurde Kielak von der Universität Oxford der Ehrentitel eines Professors für Reine Mathematik verliehen.

## Ausgewählte Veröffentlichungen
- Marek Kaluba, Dawid Kielak, Piotr W. Nowak: On property (T) for Aut(Fn) and SLn(Z). Annals of Mathematics. Jg. 193, Nr. 2. 2021, S. 539–562.
- Dawid Kielak. The Bieri–Neumann–Strebel invariants via Newton polytopes. Inventions Mathematicae. Jg. 219. 2020, S. 1009–1068.
- Dawid Kielak. Residually finite rationally solvable groups and virtual fibring. in: Journal of the American Mathematical Society, Jg. 33. 2020, S. 451–486.
- Barbara Baumeister, Dawid Kielak, Emilio Pierro: On the smallest non-abelian quotient of Aut(Fn). Proceedings of the London Mathematical Society. Jg. 118. Nr. 6. 2019, S. 1547–1591.